# إتيان غوييميدي
إتيان غوييميدي (22 يناير 1942 - 17 مارس 1997) (بالفرنسية: Étienne Goyémidé)‏ هو كاتب مسرحي وسياسي من أفريقيا الوسطى. اشتهر بكتابة روايات لاقت استحسانا من النقاد، مثل صمت الغابة والناجي الأخير من القافلة.

## الحياة الشخصية
ولد في 22 يناير 1942 في إيبي، جمهورية إفريقيا الوسطى، لعائلة من الفلاحين. من 1991 إلى 1992، كان وزيرا للتعليم والبحث. في عام 1993، حصل على منحة من المركز الوطني للكتاب في فرنسا. عُين وزيراً للتربية والتعليم ثم سفيراً فخرياً لليونسكو. كان أيضًا جزءًا من (Troupe des Griots) قبل أن يترأس الفرقة الوطنية لأفريقيا الوسطى.
توفي غوييميدي في 17 مارس 1997، عن عمر يناهز 55 عامًا.

## مسيرته
حصل غوييميدي على درجة علمية في العلوم التربوية، بالإضافة إلى دبلوم اللغة الإنجليزية. ثم أصبح مدرسًا يرأس المدرسة العادية للمعلمين في بانغي.  عمل لاحقًا في قسم التعليم وكان مديرًا لمطبعة. كما أصبح مديرًا للفرقة الوطنية لأفريقيا الوسطى. 
في عام 1984، كتب روايته الشهيرة "صمت الغابة (Le silence de la forêt). ركزت القصة على قصة موظف حكومي في وسط إفريقيا يتخلى عن كل شيء ليقوم برحلة إلى الغابة ويلتقي بأقزام بابينجا. تم تعديل الرواية لاحقًا للسينما في عام 2003 من قبل ديدييه فلوران أونانجاري وباسيك با كوبهيو بالعنوان نفسه. حصل الفيلم على إشادة من النقاد وكان أيضًا جزءًا من اختيار أسبوعي المخرجين في مهرجان كان السينمائي 2003. في عام 2003، نال تنويهًا خاصًا في مهرجان نامور الدولي للفيلم الفرانكفوني لعام 2003.
ثم في عام 1985 كتب رواية «الناجي الأخير من القافلة» (Dernier Survivant de la caravane).

## روابط خارجية
- إتيان غوييميدي على موقع IMDb (الإنجليزية)
- إتيان غوييميدي على موقع قاعدة بيانات الفيلم (الإنجليزية)